# 마다가스카르 계획

아프리카 동쪽에 위치한 마다가스카르 섬

마다가스카르 계획(영어: Madagascar Plan, 독일어: Madagaskarplan)은 나치 독일이 세웠던 계획으로, 유럽에 살고 있던 유대인들을 마다가스카르 섬으로 이송하는 정책이다.

## 기원
유대인들을 유럽에서 마다가스카르 섬으로 보낸다는 생각은 새롭게 떠오른 생각이 아니었다. 독일의 반유대주의 동양학자인 폴 드 라가르드는 1885년 유대인들을 마다가스카르 섬으로 보내는 생각을 제안한 바 있다. 1920년대에는 헨리 해밀턴 등이 이러한 생각들을 거론하였다.

## 나치 독일
나치 독일의 지도자들은 이러한 생각에 곧 매혹되었고, 아돌프 히틀러는 1938년 이 계획에 서명하게 된다. 1940년 5월 하인리히 힘러는 ‘동방 이인종의 취급에 대한 견해’에 따라 다음과 같이 선언하였다. “모든 유대인들을 아프리카와 그 이외의 다른 식민지에 대규모로 이주시킬 가능성이 있으며, 이를 통하여 유대인의 존재가 완전하게 사라지기를 나는 바랍니다.”

## 같이 보기
- 유대인 자치주